# Charles Howard (10e duc de Norfolk)
Pour les articles homonymes, voir Charles Howard et Howard.
Charles Howard, 10e duc de Norfolk, Comte-maréchal (1er décembre 1720 - 31 août 1786), est un pair et un homme politique anglais. 

## Biographie
Il est le fils de Henry Charles Howard (v. 1668 – 1720) et de Mary Aylward (v. 1670 – 1747). Il épouse Catherine Brockholes (avant 1724 – 1784), fille de John Brockholes, le 8 novembre 1739, et ont deux enfants, Lady Mary Howard (née vers 1740) et Charles Howard, 11e duc de Norfolk (1746 – 1815).
Il obtient le titre de duc de Norfolk en 1777 après le décès de son cousin Edward Howard.
Charles Howard décède le 31 août 1786 à l'âge de 65 ans. Son fils, Charles Howard (11e duc de Norfolk), lui succède.